# Timbishes
Els Timbishes ("pintura de cara de pedra vermella") són una tribu d'amerindis reconeguda federalment com a Banda Timbisha Xoixoni del Death Valley de Califòrnia. Són coneguts com la Tribu Timbisha Xoixoni i es troben al centre sud de Califòrnia, vora la frontera amb Nevada.

## Història
Els timbishes han viscut a la regió del Death Valley d'Amèrica del Nord durant més de mil anys. En 1933 el president Herbert Hoover va crear el Parc Nacional de la Vall de la Mort, una acció que va incloure la llar de la tribu dins dels límits del parc. Malgrat la seva presència des d'antic a la regió la proclamació no va poder proporcionar una terra per al poble timbisha. Després d'infructuosos esforços per traslladar la banda a les reserves properes, funcionaris del National Park Service van arribar a un acord amb els líders tribals perquè el Civilian Conservation Corps els construís una vila índia per als membres de la tribu prop de la seu del parc a Furnace Creek en 1938. A partir de llavors els membres de la tribu van sobreviure dins dels límits monument, encara que el seu estatut va ser qüestionat en diverses ocasions per funcionaris del monument. També vivien a la Gran Conca Saline Valley i el nord de les àrees del desert de Mojave i la Vall Panamint al sud-est de Califòrnia.

### Població
Les estimacions de les poblacions de la majoria dels grups nadius a Califòrnia anterior al contecte han variat substancialment. (vegeu Població ameríndia de California.) Alfred L. Kroeber va prendre la població combinada en 1770 dels Timbisha (Koso) i Chemehuevi en 1.500 individus. Va estimar la població de timbisha i xhemehuevi el 1910 en 500. Les dades de Julian Steward per a Califòrnia Oriental ofereixen 65 persones a Saline Valley, 150-160 persones a Little Lake i Coso Range, uns 100 al nord de la Panamint Valley, 42 al nord de Death Valley, 29 a Beatty, i 42 a Belted Range.

### Reconeixement tribal
Amb l'ajuda dels Serveis Legals Indis de Califòrnia els timbisha xoixoni liderats per Paulina Esteves començaren a moure's per a reclamar una reserva formal en la dècada de 1960. La Tribu Timbisha Xoixoni va ser reconeguda pel govern dels EUA el 1982. En aquest esforç van ser una de les primeres tribus per assegurar l'estatutó tribal a través del procés federal de reconeixement de la Bureau of Indian Affairs.

### Terra de la reserva i residència
Las reserva de la tribu, la comunitat índia Death Valley, fou establida en 1982. Situada dins del Parc Nacional de la Vall de la Mort a Furnace Creek a la vila de Death Valley al comtat d'Inyo (Califòrnia). En 1990 tenia una superfície de 40 acres (0,16 kilòmetres quadrats) i una població resident de 199 membres de la tribu.
Tot i llur reconeixement tribal federal i la disminució de la reserva de 1982, el timbishes encara enfronten dificultats i conflictes amb el National Park Service del Parc Nacional de la Call de la Mort per la recuperació de més de llurs terres ancestrals al parc. Després de molt esforç tribal, política federal i compromís mutu el 2000 es va aprovar la Timbisha Shoshone Homeland Act que els retorna 7.500 acres (30 kilòmetres quadrats) de terres ancestrals.
Actualment la tribu Timbisha Xoixoni consta d'uns 300 membres, 50 dels quals viuen a la comunitat índia de la Vall de la Mort a Furnace Creek al Parc Nacional de la Vall de la Mort. Molts membres passen els estius a Lone Pine, a la Vall d'Owens a l'oest.

## Noms
Els Timbishes han estat coneguts com a xoixoni de Califòrnia, xoixoni del Nord de la vall de la Mort, Xoixoni Panamint o simplement Panamint. Julian Steward distingeix els xoixoni de la vall de la Mort del Nord dels del sud o kawaiisu. Harold Driver registra dos subgrups panamint a la vall de la Mort, els o'hya i els tu'mbica en 1937.
A l'Indian Entities Recognized and Eligible To Receive Services From the United States Bureau of Indian Affairs on surten les llistes periòdicament al Registre Federal, el seu nom és representat com a "Timbi-Sha", però es tracta d'un error tipogràfic i una errada de Timbisha. La tribu mai ha posat guions per a separar el seu nom. Tant en la California Desert Protection Act i en la Timbisha Shoshone Homeland Act transcriuen el nom correctament.